# 馬克思大街 (莫斯科)
馬克思大街（俄语：проспект Маркса，1961年－1990年），是位于俄羅斯首都莫斯科的三条街道，西起博羅維茨基廣場，東至盧比揚卡廣場。该街的街名紀念了科學社會主義創始人卡爾馬克思。
马克思大街由三条历史街道组成：俄语：、俄语：和俄语：。